# عاطف أبو بكر
عاطف أبو بكر هو سياسي فلسطيني ولد في يعبد عام 1946، تخرج من جامعة بغداد؛ عاصر وعمل مع رموز الثورة الفلسطينية، كان يشغل منصب مدير الدائرة السياسية في حركة فتح، والناطق السابق باسم حركة فتح المجلس الثوري حتى عام 1989 عندما قاد في عام انقساما لجماعة أبو نضال وظل يعيش طريدا منذ ذلك الحين بعد أن أصدر صبري البنا (أبو نضال) أمرا بإعدامه.شغل منصب السفير منظمة التحرير في بلغراد ثم براغ ثم بودابست؛ وله العديد من المؤلفات الأدبية.

## تسميم جمال عبد الناصر
اتهم عاطف أبو بكر الرئيس السوداني جعفر النميري وصبري البنا أبو نضال بدور ما «مشبوه» بتسمم الرئيس جمال عبد الناصر وذلك خلال زيارته إلى السودان في 2 يناير 1970 لافتتاح معرضا يحتوي «غنائم من الجيش الإسرائيلي» كان قد اقامه صبري البنا أبو نضال.عندما كان ممثلا لحركة فتح في الخرطوم متسائلا: هل تم تسميم عبد الناصر في المعرض عبر إهدائه مسدسا مسموما، وهل للرئيس النميري دور في ذلك؟